# Nomen est omen
A nomen est omen [ejtsd: nómen eszt ómen] latin kifejezés. Szó szerinti fordításban: „A név előjel”, „A név jósjel”. Jelentése: „Nevében a sorsa.”  „A név elárulja viselőjét.” „A név maga az ember”. Azaz a név beszédes (gyakran intő, figyelmeztető jel), amely elárulja viselője fő tulajdonságát, a „neki megírt sorsot”.  
A köznyelvben a nomen est omen fordításaként elterjedt „a név kötelez” forma is, ez valójában „a nemesség kötelez” mondás nyelvi variációja, és a nomen est omenre formai hasonlósága miatt alkalmazzák, tévesen. 

## Eredete
Titus Maccius Plautus római köztársaságbeli komikus színműíró alkalmazta ezt az összetételt a Persa című színművében (Persa IV, 4, 73), ott, eredetiben „Nomen atque omen”. Szállóigévé vált.

## Jelentése, használata
A név (gyakran) beszédes, árulkodó jel, amely elárulja a név viselőjének jellemző tulajdonságát, sorsát. Negatív tulajdonság esetén a név jelentése „intő, figyelmeztető előjel” mások számára: „vigyázz vele, a neve is mutatja, hogy milyen ő maga”.
Az omen latin szó jelentése: jósjel, előjel. A nomen est omen kifejezést kitalálója, Plautus egy drámai hőse baljós sorsra utaló nevénél használta, drámai értelemben. Mára negatív és pozitív értelmű "beszélő nevekre" egyaránt használják, sokszor tréfásan. 
Gyakorlatban bármivel kapcsolatosan használható, amikor a név és a név viselőjének tulajdonsága valamilyen módon összecseng.
Például olyan személynél, akinek a nevének kapcsolatba hozható az illető ismert tulajdonságával (pl. Hajas László mesterfodrász).
Ha mondjuk egy Ravasz Leopold nevű régiségkereskedőnél vásárlunk egy drága festményt, majd kiderül, hogy hamis, barátunk mondhatja: „Nomen est omen! Gondolhattad volna, hogy vigyáznod kell vele. Ilyen névvel?”

## Téves fordítása: „A név kötelez”
Gyakori (téves) fordítása még: „a név kötelez”, mely valójában „a nemesség kötelez” (noblesse oblige) mondás nyelvi variációja, és csupán formai hasonlósága miatt terjedt el a köznyelvben tévesen, a „nomen est omen” magyar fordításaként is. (Az „a név kötelez” kifejezés jelentése: A nemesi név, származás kötelez a nemes, példamutató viselkedésre.)

## A jelenség tudományos értékelése
A nomen est omen kifejezés eredetileg jelképes irodalmi, drámai eszközként indult. Használata, jelentése évszázadok alatt változott, a név és az adott ember sorsa közti kapcsolat sokak fantáziáját izgatta. Napjainkban is vizsgálat tárgya az ún. nominatív determinizmus elmélete, mely szerint egy adott személy neve szerepet játszhat a sorsa alakulásában, a munka, hivatás vagy épp a személyes karakter vonatkozásában. Közkeletű elképzelés volt az ókori világban, s ma újra számos szociálpszichológus hangoztatja, hogy a név bizonyos esetekben képes lehet szignifikánsan befolyásolni az egyén sorsának alakulását.

## További információ
- Nomen est omen (caesarom.com) (magyarul)